# Josef Heumann
Josef Heumann, född 14 oktober 1964, är en tysk tidigare backhoppare och utövare i nordisk kombination. han tävlade för Västtyskland och senare för ett samlad Tyskland. Josef Heumann representerade SV Oberaudorf.

## Karriär
Josef Heumann debuterade internationellt i öppningstävlingen i tysk-österrikiska backhopparveckan (som ingår i Världscupen i backhoppning|världscupen) på hemmaplan i Schattenbergbacken i Oberstdorf 30 december 1981. Han blev nummer 74 i sin första internationella tävling. Josef Heumann var bland de tio bästa i en världscupdeltävling första gången i normalbacken i Lake Placid i USA 30 december 1987. Där blev han nummer fyra efter Pavel Ploc och Jiří Parma från Tjeckoslovakien och norrmannen Vegard Opaas. Josef Heumann kom på prispallen 3 gånger i världscupdeltävlingar i backhoppskarriären. Han blev trea två gånger, i Chamonix i Frankrike 29 januari 1989 (efter segrande Jan Boklöv från Sverige och Roberto Cecon från Italien) och i normalbacken Miyanomori i Sapporo i Japan (efter landsmännen André Kiesewetter och Dieter Thoma). I öppningstävlingen i backhopparveckan 1989/1990 i Oberstdorf 28 december 1989 blev han tvåa efter Dieter Thoma och före Jens Weissflog från Östtyskland. Josef Heumann tävlade i världscupen från 1981 till 1992. Hans bästa sammanlagtresultat kom i säsongen 1988/1989 då han blev nummer 10 totalt. I backhopparveckan var han som bäst säsongen 1989/1990 då han blev nummer 7 sammanlagt. Josef Heumann startade i tre världscuptävlingar i nordisk kombination 1984 och 1985. Han blev som bäst nummer 7 i deltävlingen i Falun i Sverige 24 februari 1984.
Under olympiska spelen 1988 i Calgary i Kanada tävlade Josef Heumann i samtliga grenar. Han blev nummer 31 i normalbacken och 36 i stora backen i de individuella tävlingarna i Canada Olympic Park. I OS-1988 arrangerades för första gången i OS-sammanhang lagtävling i backhoppning. Josef Heumann tävlade tillsammans med Andreas Bauer, Peter Rohwein och Thomas Klauser i det västtyska laget och tog en sjätte plats.
Josef Heumann tävlade i de individuella grenarna i Skid-VM 1989 i Lahtis i Finland. Han blev nummer 33 i normalbacken och nummer 33 i stora backen i Salpausselkä. Under Skid-VM 1991 i Val di Fiemme i Italien tävlade Heumann i normalbacken och slutade på en 50:e plats.
I skidflygnings-VM 1990 i Vikersundbacken i Norge blev Josef Heumann nummer 18. Landsmannen Dieter Thoma vann före Matti Nykänen från Finland och östtyske Jens Weissflog.
Heumans startade i sin sista världscupdeltävling i Gross-Titlis-backen i Engelberg i Schweiz 19 januari 1992. Josef Heumann avslutade sedan sin backhoppningskarriär samma år.